# Águilas Doradas (futsal)
Rionegro Águilas es un equipo profesional de fútbol sala de Colombia con sede en la ciudad de Rionegro y que participa en la Liga Colombiana de Fútbol Sala conocida también como Liga Argos; representa también la sección de fútbol sala del equipo profesional de fútbol Rionegro Águilas. Águilas Doradas fue campeón de la Liga en la temporada 2012-I. Gracias al título el equipo participó y ganó la Copa Merconorte que le garantizó el paso a la final Sudamericana con el campeón de la Copa Mercosur, el Intelli/Orlândia de Brasil perdiendo los dos partidos disputados. La final jugada en el primer semestre del 2012 fue frente al Club Deportivo Lyon, el equipo Itagüiseño ganó la liga jugando de visitante. En la actualidad ejerce su localía en el Coliseo del Cielo del municipio antioqueño de Rionegro debido a que su organización fue expulsada del municipio de Itagüí, incluyendo la sección de fútbol.

## Datos del Club
- Temporadas en la Liga: 4
- Mejor puesto en la Liga: Campeón 2012-I, Campeón 2013-I
- Mejor puesto en la Copa Merconorte: Campeón 2013

### Entrenadores
- Jaime Cuervo: 2011-2012
- David Sánchez: 2013

## Palmarés

### Torneos nacionales
- Liga Argos (2): 2012-I,[2] 2013-I[3]

### Torneos internacionales
- Copa Merconorte Futsal: 2013[4]

- Copa Libertadores de fútbol sala: Subcampeón 2013[5]